# Pornographic Messiah
Pornographic Messiah è un album del gruppo goth rock Christian Death, pubblicato dalle etichette discografiche Sad Eyes Records e Trinity Records nel 1998.
È il nono della formazione europea del gruppo capeggiata da Valor Kand, che si distingue da quella statunitense capeggiata da Rozz Williams scioltasi nel 1994.
È stato ristampato nel 2002.

## Tracce
- Act I - Devine Manifestations

1. The Great Deception - Part A: The Corruption of Innocence (Kand) - 4:46
2. The Great Deception - Part B: The Dissention of Faith (Kand) - 1:47
3. The Great Deception - Part C: The Origin of Man (Kand) - 3:02
4. The Great Deception - Part D: The Lie Behind the Truth (Kand) - 5:44
5. The Millennium Unwinds (Kand) - 4:09
6. Weave My Spell (Maitri, Kand) - 4:09

- Act II - Dissent and Decadence

1. Washing Machine (Goliam, C. D'Eldorado*, Kand) - 4:33
2. Sex Dwarf (D. Ball*, M. Almond*) - 4:54
3. Does it Hurt (Maitri) - 5:22
4. The Obscene Kiss (Maitri, Kand) - 4:51
5. Out of Control (Kand) - 4:51

- Act III - Philtre of Death

1. Cave of the Unborn (Kand) - 3:16
2. Die with You (Maitri, Kand) - 7:17
3. She Never Woke Up (Maitri, Kand) - 4:58
4. Pillars of Osiris (Maitri, Kand) - 3:28
5. Spontaneous Human Detonation (Maitri, Kand) - 3:37

## Formazione
- Valor Kand - voce, chitarra, violino, sequencer
- Maitri - voce, basso
- Flick Fuck - chitarra
- Steve Stefani - batteria